# Stern Electronics
Pour les articles homonymes, voir Stern.
Pour le fabricant de flipper fondé en 1999, voir Stern Pinball.
Stern Electronics, Inc. (communique également sous le diminutif de Stern) est une entreprise américaine spécialisée dans la fabrication de flippers et de jeux d'arcade, fondée en 1977 par Sam Stern et basée à Chicago, dans l'Illinois. Stern Electronics a créé un grand nombre de flippers, quelques jeux vidéo dont Berzerk. Elle distribue quelques jeux Konami comme Scramble en Amérique du Nord. Stern Electronics rachète Seeburg en 1979 et utilise la marque Stern Seeburg, puis fait faillite en 1984. Il est acquis par Thorn EMI en 1985, par ReadySoft en 1990 et par Digital Leisure en 2000.[réf. nécessaire]

## Historique
En 1977, Sam Stern  fonde Stern Electronics. Mais l'histoire de Sam Stern et des flippers commence plus tôt en 1947, quand il  réussit à convaincre Harry E. Williams de son talent dans les affaires, et de s’associer avec lui, lors d'une visite de son usine. Sam Stern rachète la moitié des parts de l'entreprise Williams Manufacturing Company, il en occupe la présidence durant plusieurs années à partir de 1959 quand Harry Williams part en retraite.

Logo de Stern Electronics de 1980 à 1981.

La création de Stern Electronics intervient à la suite du rachat par la famille Stern de Chicago Coin alors en difficultés financières. L'entreprise de fabrication de flipper est renommée Stern Electronics, Inc.. Sam Stern prend la présidence et laisse progressivement la direction de la société à son fils Gary Stern.
Les deux premiers flippers Stern Electronics sont Stampede et Rawhide, des productions par Chicago Coin où seuls les logos et marques d'origine sont remplacés par ceux de Stern Electronics.
Après des débuts timides, Stern Electronics connait une recrudescence de ses ventes à la fin de l'année 1977. En 1978, Stern Electronics adopte les contacteurs statiques électroniques comme composants pour ses flippers. Stern Electronics réussit à produire une quantité modérée de flippers à succès, bien que n'atteignant pas ses rivaux Williams Electronics et Bally Manufacturing (bien que D. Gottlieb & Co. soit racheté en 1977 par Columbia Pictures, il reste un concurrent redoutable).
En septembre 1979, Stern Electronics rachète Seeburg, ainsi que ses stocks, qui vient de faire faillite, malgré les bons résultats de Williams Electronics. Stern Electronics commercialise et produit des juke-box sous l'appellation Stern Seeburg. En 1980, Nicastro sépare Williams Electronics de Seeburg, puis il devient président de cette première.

Logo après le rachat de Seeburg par Stern.

Stern se lance dans les jeux vidéo d’arcade en 1980 quand l'engouement pour les jeux vidéo augmente considérablement et produit quelques jeux vidéo. Dès 1980, l’entreprise produit son plus grand succès Berzerk sur borne d'arcade. Malgré sa récente histoire dans le domaine de l'arcade, Stern Electronics est victime du krach du jeu vidéo de 1983. Stern Electronics passe un accord avec Konami, pour distribuer sous licence des jeux vidéo d’arcade de ce dernier ; Stern Electronics utilise également plusieurs systèmes d'arcade de Konami comme le Scramble, le Z80 Based pour créer ses jeux vidéo. Cliff Hanger et Goal To Gofonctionne sur le système Laserdisc taito LG System. À cette époque, l'entreprise signe ses productions (flippers, jeux vidéo, et juke-box) sous la marque Stern Seeburg qui agit en tant qu'éditeur, cependant elles sont marquées Stern Electronics, Inc..
Stern Electronics fait faillite en 1984, lors de sa restructuration, Seeburg est revendue à une entreprise appelée The Seeburg Corporation. Les actifs de Chicago Coin sont revendus aux enchères, formant l'inventaire de base de Stern Electronics. En 1985, Stern Electronics quitte l'industrie du divertissement. Gary Stern fonde Pinstar et réemploie des employés de Stern Electronics, mais l'entreprise coule très rapidement.

## Stern Electronics, Inc. v. Kaufman
Stern Electronics, Inc. v. Kaufmann, 669 F.2d 852 (2d Cir. 1982 ), est une affaire jugée par la cour d'appel des États-Unis pour le deuxième circuit qui a statué que le fabricant de jeux vidéo, Stern Electronics, peut prétendre que ses jeux (images et les sons) sont soumis à des droits d'auteurs, et pas seulement le code source qui les a produits. Cette décision a été l'un des premières à être prononcées sur le caractère protectible des jeux vidéo en tant qu'œuvre artistique, première d'une série de procès dans les années 1980 lancés par les fabricants de jeux vidéo, visant à lutter contre le nombre croissant de copies et du pillage des jeux vidéo.
En 1981, Stern Electronics, obtient une licence exclusive de Konami Industry Co. pour distribuer le jeu Scramble en Amérique du Nord et du Sud. En avril 1981, l'accusé Omni Video Games, Inc. commercialise une suite du jeu appelée Scramble 2 qui présente des similitudes importantes avec Scramble.
Stern Electronics gagne le procès, la cour américaine reconnait les droits d'auteurs dans les jeux vidéo, pas seulement au niveau du code source qui l'a produit mais au niveau du design et de toute la conception du jeu.
Plusieurs acteurs majeurs du jeu d’arcade comme Atari, Williams Electronics Games, Midway Manufacturing et Capcom ont lancé des poursuites contre des fraudeurs :
- Atari, Inc. v. North American Philips Consumer Electronics Corp. (Munchkin)
- Williams Electronics, Inc. v. Artic International, Inc. (Defender)
- Midway Manufacturing Co. v. Artic International, Inc. (704 F.2d 1009 (1983))
- Data East USA, Inc. v. Epyx, Inc. (International Karate)
- Capcom U.S.A., Inc. v. Data East Corp (Fighter's History)